# Peter Burroughs
Peter Burroughs est un acteur britannique né le 27 janvier 1947 à Peterborough en Angleterre.

## Filmographie

### Cinéma
- 1980 : Flash Gordon : le Nain
- 1982 : Dark Crystal
- 1983 : Star Wars, épisode VI : Le Retour du Jedi : un Ewok
- 1986 : Labyrinthe : le corps du gobelin
- 1988 : Willow : villageois de Nelwyn
- 2000 : The Best of Blur : Milk Carton
- 2005 : H2G2 : Le Guide du voyageur galactique : Marvin

### Télévision
- 1979 : The Legend of King Arthur : Branic (6 épisodes)
- 1980 : Hamlet, Prince of Denmark : un joueur
- 1980-1981 : The Talisman : Nectobanus (9 épisodes)
- 1981 : Dick le rebelle : l'enfant de chœur (1 épisode)
- 1981 : Into the Labyrinth : Rutan (1 épisode)
- 1981 : The Goodies : un Nain (1 épisode)
- 1983 : Doctor Who épisode « The King's Demons » :  Bouffon (1 épisode)
- 1990 : One Foot in the Grave : Rusty (1 épisode)
- 2000 : Le 10e Royaume : un Nain (1 épisode)
- 2004 : Without Prejudice? : l'acteur derrière la caméra (2 épisode)